# Ezequiel Carboni
Ezequiel Alejo Carboni (Buenos Aires, 4 aprile 1979) è un dirigente sportivo, allenatore di calcio ed ex calciatore argentino, di ruolo centrocampista.

## Biografia
Dal matrimonio con la moglie Carla ha avuto quattro figli: Franco (nato nel 2003), Valentín (nel 2005), Cristiano (nel 2009) e Alma (nel 2016).
Franco (terzino) e Valentín (centrocampista) hanno seguito le orme del padre, giocando insieme nelle giovanili di Lanús, Catania e Inter. Entrambi hanno anche rappresentato l'Italia a livello giovanile: Franco ha giocato per la nazionale Under-18, mentre Valentín ha fatto parte dell'Under-17. Entrambi sono poi stati convocati dalla nazionale maggiore dell'Argentina, loro paese di nascita, nel marzo del 2022. Franco nel gennaio del 2023 passa in prestito al Monza dove il padre allena l’Under-18. Anche Cristiano ha intrapreso la carriera da calciatore nelle giovanili dell'Inter.

## Carriera

### Giocatore

#### Club
Nel 1996, entra a far parte del settore giovanile del Lanús, squadra dell'omonimo partido di Buenos Aires. Fa il suo esordio a livello professionistico due anni più tardi e gioca con i granata fino al 2005, totalizzando più di 200 presenze (considerando tutte le competizioni).
Nell'estate dello stesso anno si trasferisce in Austria, alla Red Bull Salisburgo, con cui trascorre tre stagioni, vincendo un titolo nazionale e collezionando anche diverse presenze nelle coppe europee. Infatti, nel 2007 debutta in Champions League, contro lo Shakhtar, partita che il suo club vince 1-0; in Coppa UEFA, invece, vanta due presenze da titolare. Nelle tre stagioni con il club austriaco ha realizzato complessivamente cinque reti in campionato e tre nelle coppe.
A giugno 2008 è stato acquistato a titolo definitivo dal Catania. Provvisto di passaporto italiano, Carboni ha sottoscritto un contratto triennale. Nonostante l'inizio della sua esperienza in Sicilia sia segnato dagli infortuni, col tempo si impone come titolare della formazione etnea, formando spesso un affiatato duo con Marco Biagianti a centrocampo. Il 10 aprile del 2010, durante una partita contro la Fiorentina, a seguito di una violenta pallonata ha rischiato l'amputazione del testicolo destro. Ciò nonostante, in quella stagione ha fornito un grande contributo alla salvezza del Catania, che guidato da Siniša Mihajlović aveva anche totalizzato il record assoluto di punti in campionato, raggiungendo il dodicesimo posto.
Nel luglio del 2011, svincolatosi dal Catania, torna in Argentina dopo sei anni dall'ultima volta, unendosi al Banfield. Tuttavia, non riesce ad aiutare la squadra a riscattarsi dopo un inizio di campionato particolarmente deludente. Inoltre, nel dicembre dello stesso anno diverse testate giornalistiche nazionali riportano una foto in cui il giocatore è intento a comprare delle maglie del Lanús, squadra in cui aveva iniziato la carriera, ma anche caratterizzata da una storica rivalità proprio con il Banfield. Preso atto della grande controversia scaturita dall'incidente, il 2 gennaio 2012 lo stesso Carboni rilascia una dichiarazione, annunciando la rescissione del contratto con i bianco-verdi.
Il 27 febbraio dello stesso anno, in un'intervista, annuncia di aver preso la decisione di lasciare il calcio giocato per intraprendere la carriera di allenatore.

#### Nazionale
Carboni ha giocato nelle rappresentative giovanili della Nazionale argentina, ma non ha mai esordito con la selezione maggiore.

### Allenatore
Carboni comincia il proprio percorso da allenatore nelle giovanili del Lanús, squadra dove ha militato all'inizio della sua carriera. Dopo cinque anni di servizio, nel dicembre del 2017 viene promosso dalla dirigenza del club al ruolo di allenatore della prima squadra. Tuttavia, non riesce a dare una svolta alla deludente stagione dei granata, che concludono addirittura al ventiduesimo posto (su 28 squadre) in campionato, a sei punti dalla prima retrocessa. Viene comunque riconfermato per la stagione successiva, ma il 26 agosto del 2018, annuncia le proprie dimissioni dall'incarico dopo appena tre partite di campionato (tutte senza vittorie).
Il 18 settembre dello stesso anno, viene chiamato alla guida dell'Argentinos Juniors, sempre in Primera División, ma si dimette di nuovo appena due mesi più tardi, dopo aver conquistato solo un punto in sei partite.
Nel luglio del 2019, ritorna al Catania, nel frattempo caduto in Serie C, per rivestire l'incarico di allenatore e responsabile del settore giovanile. In questo modo, ha l'opportunità di seguire direttamente anche i figli adolescenti Franco e Valentín, che avevano fatto il loro ingresso nel vivaio degli etnei attraverso una scuola calcio affiliata.
In seguito al passaggio di entrambi i figli al settore giovanile dell'Inter, nell'estate del 2020 anche Carboni si unisce alla società nerazzurra, accettando un ruolo da osservatore. Nell'agosto dello stesso anno è stato anche nominato come direttore tecnico del Chiasso, in Svizzera, ma ha lasciato l'incarico dopo appena qualche giorno, per l'indisponibilità delle documentazioni necessarie ad allenare la squadra.
Dopo aver iniziato la stagione come vice dell'Under-16 del Monza, club neo promosso in Serie A, nel settembre del 2022 viene promosso sulla panchina dell'Under-18.
Nel 2023 inizia il corso per allenatore UEFA A a Coverciano che assicura l’abilitazione per condurre tutte le formazioni giovanili, comprese le squadre Primavera, e le prime squadre fino alla Lega Pro inclusa, nonché al tesseramento come allenatore in seconda in Serie A e in Serie B. In estate passa all'Under-17.

## Palmarès

### Club
- Campionato austriaco: 1

Red Bull Salisburgo: 2006-2007